# Federico Fernández
Federico Fernández (ur. 21 lutego 1989 w Tres Algarrobos) – argentyński piłkarz grający na pozycji środkowego obrońcy. Od 2018 jest zawodnikiem Newcastle United.

## Kariera klubowa
Fernández swoją profesjonalną karierę zaczął w Estudiantes, gdy zadebiutował w 2008 roku w meczu ligowym z Vélez Sársfield. 2 maja 2009 roku strzelił swoją pierwszą bramkę, po asyście Juana Sebastiána Veróna.
W grudniu 2010 roku został wykupiony za około 3 miliony euro przez SSC Napoli, ale do swojego nowego klubu dołączył dopiero w lipcu 2011 roku, gdyż nie miał paszportu kraju Unii Europejskiej.
31 stycznia 2013 roku został wypożyczony na pół roku do Getafe CF.
W sierpniu 2014 podpisał czteroletni kontrakt ze Swansea City.

## Kariera reprezentacyjna
W styczniu 2009 roku znalazł się w kadrze reprezentacji Argentyny U-20 na mistrzostwa Ameryki Południowej.

## Sukcesy

### Reprezentacja
- Mistrzostwa Świata 2014:  Srebrny